# Life on a Rock
Life on a Rock — шестнадцатый студийный альбом американского кантри-певца Кенни Чесни, выпущенный 30 апреля 2013 года под лейблом Blue Chair/Columbia Records. Диск сразу дебютировал на первом месте общенационального хит-парада США Billboard 200, став 7-м диском К. Чесни, возглавившим чарт Billboard 200 (с 2004 года, все 10 регулярных альбомов Чесни дебютировали в Top-4 чарта Billboard 200). Здесь среди всех кантри-исполнителей по числу чарттопперов Чесни уступает только Гарту Бруксу, у которого в 1991—2001 было 8 лидеров этого чарта. Диск также стал 12-м лидером кантри-чарта Top Country Albums.

## Об альбоме
Журналист журнала Country Weekly Джон Фриман считает, что «Lindy» и «Happy on the Hey Now» — это «пикантные зарисовки о людях, с которыми он сталкивался на протяжении многих лет», и что некоторые из песен показывают «мотивы, стоящие за его неустанным построением карьеры». Он раскритиковал «Marley» и «It’s That Time of Day» за «бесцельное блуждание», а «Pirate Flag», по его мнению, не вписывается в тематику альбома.
Кенни Чесни заявил, что последняя песня «Happy on the Hey Now (A Song for Kristi)» была написана в память о Кристи Линн Хансен (16 марта 1976, Сэнфорд, Мэн — 6 марта 2012, Чапел-Хилл, Северная Каролина). Она была давней жительницей острова Сент-Джон на Виргинских островах США, где у Чесни была резиденция, и часто жила на острове и в городе Круз-Бей. Хансен была сотрудницей ресторанов Woody’s и La Tapa. Hey Now — так называлась лодка, на которой Хансен и Чесни весело проводили время во время пребывания на острове.
Релиз диска состоялся 30 апреля 2013 года на лейбле Blue Chair/Columbia Records. Чесни стал соавтором восьми (из 10) песен альбома и сопродюсером вместе с Buddy Cannon. Диск был записан в нескольких местах: Лос-Анджелес, Гавайские острова, Ямайка, Key West, Лондон и Нэшвилл. Первым синглом с альбома стал «Pirate Flag».

## Отзывы
| Совокупная оценка     | Совокупная оценка |
| Источник              | Оценка            |
| --------------------- | ----------------- |
| Metacritic            | 67/100            |
| Оценки критиков       |                   |
| Источник              | Оценка            |
| Allmusic              | [ 12 ]            |
| Calgary Herald        | [ 13 ]            |
| Country Weekly        | B−                |
| Los Angeles Times     | [ 14 ]            |
| Newsday               | C+                |
| The Oakland Press     | [ 16 ]            |
| Roughstock            | [ 17 ]            |
| The Salt Lake Tribune | B                 |
| Taste of Country      | [ 19 ]            |
| USA Today             | [ 20 ]            |

Life on a Rock получил в целом положительные отзывы критиков. На Metacritic, сайте, который присваивает средневзвешенный балл рейтингам и рецензиям основных критиков, альбом получил метарейтинг 67, основанный на шести рецензиях. Стивен Томас Эрлевайн из AllMusic отметил, что «усилия Чесни окупаются», благодаря тому, что «этот альбом кажется более полным и богатым, чем любой альбом Чесни в последнее время, но он также неторопливый и легкий, идеальный саундтрек для долгого, ленивого лета». Фриман из Country Weekly назвал альбом «смешанным мешком», в котором «самые захватывающие моменты наступают, когда Кенни раздвигает границы своих возможностей в чем-то необычном», и нашел, что Чесни «звучит искренне измученным, что делает его потребность в отдыхе на островах еще более понятной». Филлис Хантер из Got Country Online оценила альбом в пять звезд и подтвердила, что альбом — «самое личное, самое уверенное путешествие Чесни, и о да, уверенность — это действительно пьянящий афродизиак».
В The Oakland Press Гэри Графф сказал, что этот релиз «заставляет трезвые размышления звучать как полностью увлекательное занятие». Чак Ярборо из The Plain Dealer оценил альбом на B+, назвав его «восемь из 10 треков на этом интенсивно личном», и отметил, что «возможно, это его лучший альбом. Мэтт Бьорк из Roughstock заявил, что „если вы действительно воспринимаете альбом таким, какой он есть, — сильным, хорошо написанным и хорошо сделанным, призванным вытащить вас из любого хаоса в жизни, — вас ждет один из лучших альбомов в карьере Кенни Чесни“». Дэвид Бургер из The Salt Lake Tribune назвал релиз «легким», заявив, что «хотя сборник не открывает ничего нового и не подходит для включения в автомобильной магнитоле, он демонстрирует всегда приятный голос Чесни и его талант сочинителя песен, который проявляется слишком редко». В USA Today Брайан Мэнсфилд отметил, что «Чесни всегда умел жить моментом; сейчас он звучит так, будто ценит его больше, чем когда-либо». Сара Родман из The Boston Globe похвалила альбом, сказав, что Чесни «достиг высшей точки».

## Список композиций
| №   | Название                                   | Автор(ы)                                                                                  | Длительность |
| --- | ------------------------------------------ | ----------------------------------------------------------------------------------------- | ------------ |
| 1.  | «Pirate Flag»                              | Ross Copperman, David Lee Murphy                                                          | 3:45         |
| 2.  | «When I See This Bar»                      | Кенни Чесни, Keith Gattis                                                                 | 6:02         |
| 3.  | «Spread the Love» (с The Wailers и Elán)   | Кенни Чесни, Elán, Aston «Familyman» Barrett, Carlton Barrett, Tyrone Downie, Brett James | 4:16         |
| 4.  | «Lindy»                                    | Chesney                                                                                   | 3:49         |
| 5.  | «Coconut Tree» (с Willie Nelson)           | Casey Beathard, Michael White, Monty Criswell                                             | 3:24         |
| 6.  | «It's That Time of Day»                    | Чесни                                                                                     | 4:53         |
| 7.  | «Life on a Rock»                           | Чесни                                                                                     | 2:53         |
| 8.  | «Marley»                                   | Чесни, Tom Douglas                                                                        | 4:48         |
| 9.  | «Must Be Something I Missed»               | Чесни, Mac McAnally                                                                       | 3:10         |
| 10. | «Happy on the Hey Now (A Song for Kristi)» | Чесни                                                                                     | 5:26         |

## Позиции в чартах

### Альбом
| Чарт (2013)                       | Высшая позиция |
| --------------------------------- | -------------- |
| Canadian Albums Chart             | 4              |
| U.S. Billboard 200                | 1              |
| U.S. Billboard Top Country Albums | 1              |

| Чарт (2013)                       | Позиция |
| --------------------------------- | ------- |
| US Billboard 200                  | 70      |
| US Top Country Albums (Billboard) | 16      |

### Синглы
| Год  | Сингл         | Высшая позиция | Высшая позиция     | Высшая позиция | Высшая позиция |
| Год  | Сингл         | US Country     | US Country Airplay | US             | CAN            |
| ---- | ------------- | -------------- | ------------------ | -------------- | -------------- |
| 2013 | «Pirate Flag» | 8              | 4                  | 47             | 53             |

## Сертификации
| Регион                                                      | Сертификация | Продажи  |
| ----------------------------------------------------------- | ------------ | -------- |
| США (RIAA)                                                  | Золотой      | 500 000^ |
| ^ Данные о тиражах приведены только на основе сертификации. |              |          |